# Netlabel
Netlabel, také nazývaný „online label“, „web label“ nebo „mp3 label“, nabízí hudbu v digitálních formátech (především mp3 nebo ogg) na internetu. Netlabely pracují stejně jako tradiční hudební vydavatelství v produkci a promo hudebních projektů - vydávají alba, ep, kompilace. Největší část práce potom zabírá marketing a propagace. V zásadě netlabely nabízí svou hudbu ke stažení zdarma, některé získávají peníze z dobrovolných příspěvků stahovatelů a v poslední době některé netlabely přechází k modelu, kdy za každý stažený track zaplatíte určitou sumu (většinou kolem 1 US dolaru).
Hlavním rozdílem mezi netlabely a klasickými vydavatelstvími je už zmíněné poskytování hudby zdarma a také absence fyzických médií, hudebních nosičů (CD, vinyl, DVD). Hudba vydávaná na netlabelech má svá práva částečně chráněná, především se vydává pod záštitou Creative Commons Licenses. Copyright zůstává původnímu autorovi a jakákoliv modifikace originálního tracku není povolená bez povolení a vědomí autora, stejně jako komerční využívání těchto hudebních děl.

## Historie
Prvopočátky netlabelů snad sahají do počátků osobních počítačů a šíření demo nahrávek mezi kamarády.
Netlabely jako takové se začaly rozvíjet z tracker scény v době, kdy se začal šířit a na popularitě získávat mp3 formát (tedy v 90. letech), ale většina je věnována elektronické hudbě a spřízněným žánrům.
Mezi netlabelové pionýry celosvětově patří Kosmic Free Music Foundation (1991 - 1999), Five Musicians (1995 - 2000) a do současnosti fungující Monotonik (založený 1996), Tokyo Dawn Records (1997) a No Type (1998).
Mezi netlabelové pionýry v České republice patří Muteme (www.muteme.cz - 29.9.2003), Wazzotic Records (www.wazzotic-records.com Archivováno 9. 12. 2006 na Wayback Machine. - září 2006) a jako třetí Amenorea vydávající hlavně světové producenty (amenorea.c8.com - 23.4.2007) . Netlabelová scéna v ČR je pořád ještě v plenkách a úkolem těchto tří pionýrů je osvěta a podpora nové vlny elektronické hudby v těchto končinách.
Každopádně v současné době je již v České republice velké množství netlabelů. (asi 10)

## České netlabely
Forbidden Society
Muteme
Cybernoise Records
Amenorea
Mochva
Wazzotic Records